# Frack

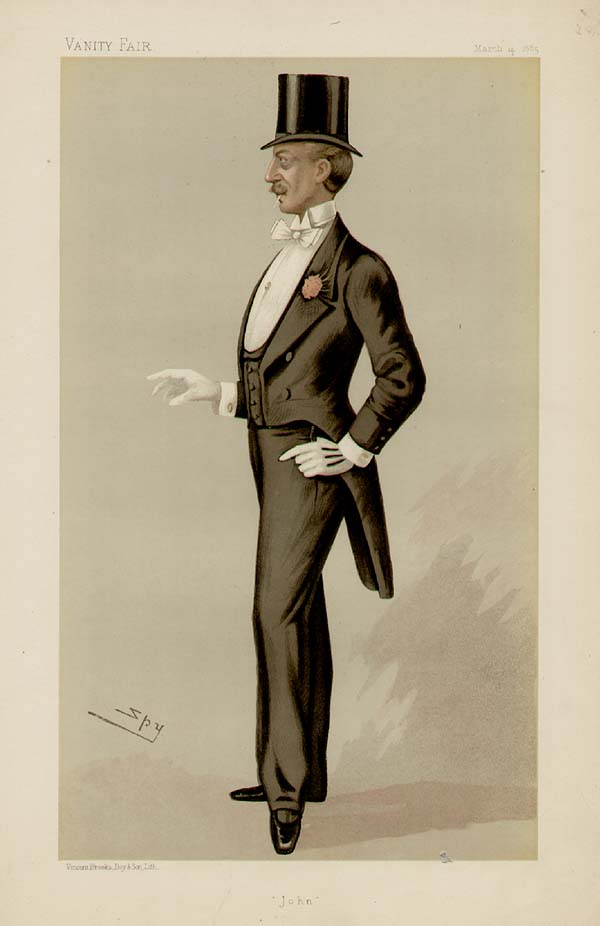
Engelsk herre (Mr John Delacour) i frack med svart väst 1885.

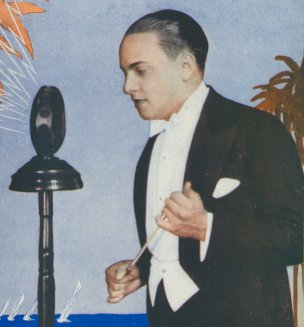
Orkesterledaren Vincent Lopez i frack med vit väst på 1920-talet.

Frack (via tyska Frack ursprungligen från fornfranska froc, 'munkkåpa') är en rock med långa skört baktill och slag av siden. Den är oftast svart. Den ingår i frackkostymen (ibland benämnd endast frack), en högtidsdräkt för män som även inkluderar byxor med revärer i siden, en vit frackskjorta och vit rosett, vita handskar, svarta strumpor och dito skor. En vit väst ingår ofta. Frackkavajen knäpps aldrig när fracken används.

## Historik
Fracken uppkom i Storbritannien och blev del av modeklädseln under 1700-talets andra halva. Det var först ett plagg för ryttare, vilket förklarar den kluvna skörten och den livskurna framsidan. Till en början var fracken ett elegant och färgglatt plagg – brun, blå, grön med mera varianter – och allt annat än svart. Den var först helskuren och från runt 1820 livskuren. Fracken kom att tas upp som plagg även inom militären och diplomatkåren.
Fracken utvecklades under slutet av 1700-talet ur långrocken, le franque eller le justaucorps. Denna fick sina framstycken allt skarpare avsneddade och skörten allt smalare, tills på le frac uppstod på 1790-talet, men med rakt avskurna framstycken. Under direktoiren och empiren var framstycken korta, kragen mycket hög och dubbelvikt och slagen enorma eller saknades helt. På 1830-talet fick den en form mer liknande moderna frackar.
Från 1800-talet började akademikerna vid de svenska universiteten att överge 1600–1700-talens barocka och karolinska dräkter. Ett märkesår i dessa sammanhang är den filosofiska fakultetens beslut vid Uppsala Universitet 1838 om att i samband med doktorspromotionerna promovera doktorerna i frack som högtidsdräkt.
De senaste 150 åren har fracken varit en mer renodlad festdräkt, och från smokingens genombrott i början av 1900-talet mestadels som stor högtidsdräkt. Innan dess var alltså svart halsduk och väst betydligt vanligare. Den hörde förr till officerares uniform, och bars ännu i början av 1900-talet av flottans officerare till stor parad. Fracken var i mitten av 1800-talet en kulört historia, tills modelejonet Beau Brummell införde den svarta fracken som allmänt mode (även författaren William Thackeray har givits äran härför). Den röda fracken lever dock ännu kvar som riddräkt.  Fram till mitten av 1850-talet bars högtidsfracken tillsammans med vita knäbyxor i siden. Frackar som tillverkades runt sekelskiftet 1900 kan ibland ha en pistol- eller revolverficka insydd under en skört.[källa behövs]

## Användning och varianter
Svart frack ingår i dräkten för serveringspersonal. Frack i andra färger används av Spanska akademien. Västen är i regel vit; svart väst används enbart när frack bärs som tjänsteplagg (till exempel av serveringspersonal) samt vid begravning eller när klädseln är akademisk högtidsdräkt. Svart väst bärs också inom vissa slutna ordenssällskap och liknande. Vid Uppsala universitet bär rektors högvakt, cursorerna, marinblå frack med gul väst och förgyllda knappar som ett minne av karolinerdräkten. Medlemmarna i Franska Akademien har en uniform, som omtalas som gröna fracken. Den är emellertid svart men försedd med broderier i guld och grönt silke.
Frackar i andra kulörer än svart är idag enbart avsedda att användas som scenkläder för varietéartister, konferencierer och liknande.
Frackskjortan har ett hårt, stärkt skjortbröst i pikétyg och hög, styv krage med utvikta snibbar. Skjortbröstet har två eller fler tomma hål där lösa bröstknappar ska fästas. Manschetterna är också enkla, inte dubbla och i stärkt pikétyg, manschetterna har även hål för manschettknappar. Knapparna kan vara av olika modell, notera dock att svarta bröst- och manschettknappar betecknar sorg.

### Frackdelar
Till frack hör:
- Frackrock med sidenslag. Kragen kan vara av sammet med mönster som visar erhållen akademisk grad. Skörten ska gå till knävecken, varken högre eller lägre. Frackrocken är öppen och de knappar som kan finnas (fram och bak i midjehöjd) är dekorativa och motsvaras inte av knapphål. Rocken ska inte heller hållas ihop av någon anordning.[5]
- Matchande byxor med revärer i siden och utan slag.
- Vit frackskjorta med stärkt skjortbröst. Den kan nuförtiden vara mjuk utan stärkt mittparti. Skjortan har hög krage med snibbar. Frackskjortans manschetter ska synas 1–2 cm nedanför frackrockens ärmar.[5]
  - Knappar, två eller tre synliga, används för att knäppa skjortan. De kan vara enkla av pärlemor eller av guld med en pärla, en ädelsten eller annan dekor. Knapparna bör vara ljusa, med ädelstenar eller i guld/gul metall; ej silver. Svarta knappar är enbart begravningstillbehör och ska inte bäras till fest.[5]
- Vit fluga hör till frack och ska synas utanför frackkragens snibbar. Svart fluga har en chefshovmästare i sin yrkesutövning på lyxkrogar och riktigt stora fester, som Nobelfesten. Flugan har med fördel våfflat pikémönster och bör helst vara handknuten.[5]
- Väst
  - Vit väst används till festbruk när kvinnor är närvarande. Västen kan nå en till två centimeter nedanför frackrockens midjeskärning eller gå i kant med rocken – mer än så är "en missplacering". En klassisk frackväst har snibbskärning, men rak nederkant är även det korrekt. Västens alla knappar ska vara knäppta.[5]
  - Svart väst bars fram till 1900-talet[när?] alltid till frack, och har tidigare använts även vid begravningar, men förekommer numera inte ens vid kungliga sådana. I akademiska sammanhang markerar svart väst arbete, och användes särskilt förr i tiden exempelvis vid en disputation dagtid.[5]

### Accessoarer
Accessoarer som hör till frack:
- En vit näsduk ska synas i frackrockens bröstficka. Näsduken ska vara i fint linne eller, helst, siden. Den kan tas bort om den krockar med medaljer eller andra utmärkelser. Den skall ej knycklas ned, utan vikas exempelvis med tre snibbar rätt, en snibb eller en rak kant.[5]

- Skor

Svarta lackpumps från 1900-talets början som tillhört kung Gustaf V. Förvaras hos Livrustkammaren

  - Svarta skor hör till formell aftonklädsel för män[5]
    - Lackskor gäller för fest[5], eller svarta skor (vid dans). Skorna är i regel av oxford-modell och med en tunn lädersula.
    - Släta snörskor i tunt svart skinn används vid icke-festtillfällen, såsom ordensmöten eller liknande.[5]
    - Frackpumps (även kallade operaskor eller pagepumps) är ett korrekt, men mindre vanligt alternativ. Dessa har historiskt använts för både frack och smoking, och är släta lågklackade lackskor, vilkas ovanläder avslutad med ett platt ripsrosett. De används fortfarande av hovens funktionärer.[5]

  - Sammetsloafers (svarta)[5]
- Svarta strumpor, förr av siden, ingår i en korrekt frackklädsel. Dessa bör hållas uppe med strumpeband, som fästs under knäet.[5]
- Huvudbonad
  - Cylinderhatt (bör dock inte bäras inomhus)
  - Homburghatt kan fungera om cylinderhatt saknas.
  - Doktorshatt[källa behövs] eller studentmössa[källa behövs] kan användas vid akademiska högtider.
- Klocka
  - Fickur är ett traditionellt tillbehör som förr lades i en liten ficka i västen, eventuellt i byxfickan, och säkrades av en guldkedja.[5]
  - Armbandsur anses traditionellt vara olämpligt.[6] I dag är armbandsur dock mer accepterat[7], även om det kan vara obekvämt till den stärkta manschetten. Exempelvis har kung Carl XVI Gustaf alltid armbandsur till frack.[5]
- Frackband bärs i studentkretsar, och talar om vilken fakultetsförening, studentkår, studentnation och annan studentförening personen är medlem i. Denna tradition kan föras tillbaka till de tyska 'coleuren' som började användas av tyska studenter från 1800-talet organiserade inom Burschenschaften. Frackbanden i svenska studentorganisationer kom till Sverige först under 1920-talet genom Kristianstads nation i Lund som var den första studentnationen att använda frackband i samband med nationens stora högtidliga fest Snapphanebalen.[källa behövs]
- Ytterplagg. Enligt traditionellt bruk ska aftonens ytterplagg vara mörkt marinblått eller svart.[5]
  - Slängkappa, även kallad cape, är korrekt. Antingen vad- eller knälång.[5]
  - Ytterrock, den man har i garderoben, går nuförtiden lika bra. I Storbritannien syns ofta män med överrock i svart fint ylle med sammetsbelägg på kragen till kvällsbruk.[5]
- Halsduk av siden, modell vanlig lång scarf, är ett klassiskt ytterplagg till stor fest. Sidenhalsduken skyddar frackskjortans vita krage från ytterplaggets mörka ylleludd.[5]
- Vita handskar bars förr till frack inomhus, men ingår idag inte i formell mansklädsel i Sverige, undantaget vissa marskalks- och studentuppdrag. Andra nationer, exempelvis Finland, förordar handskar. Handskar för utomhusbruk bör också vara vita, då med grövre läder.[5]

Ibland bärs felaktigt maggördel till frack, en detalj som hör till smoking.

## Tillfällen att bära frack
Om en inbjudan säger högtidsdräkt är det frack som gäller, men även kaftan, uniform eller finare folkdräkt kan bäras. Om inbjudan specifikt säger frack, den striktaste klädkoden, så är fracken det enda alternativet för herrar. För damer påbjuds då balklänning, vilken måste vara ärmlös och golvlång.
Vid bröllop är det tradition att frack endast får bäras vid eftermiddagsbröllop, även om man numera inte håller så hårt på detta utan väljer efter egen smak. Man bär också frack vid ett antal olika akademiska högtider såsom diplomering och promotion.